# Horlach

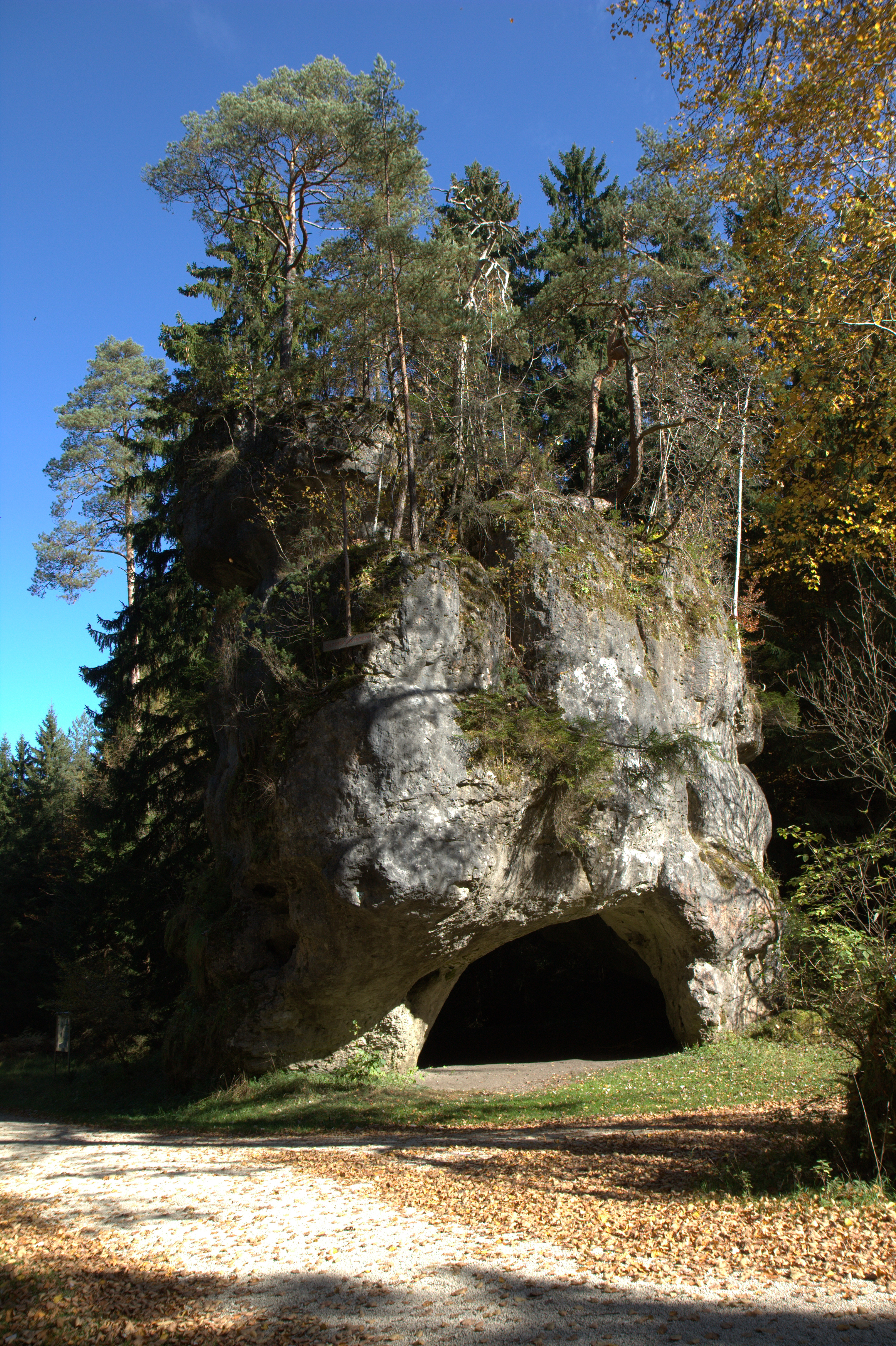
Lochstein im Veldensteiner Forst

Horlach (oberfränkisch: Huala)  ist ein Gemeindeteil der Stadt Pegnitz im Landkreis Bayreuth (Oberfranken, Bayern). Horlach liegt in der Gemarkung Hainbronn. In Horlach gibt es ein Schützenhaus, einige Gaststätten und Wanderwege.

## Lage
Das Dorf liegt unmittelbar nördlich des Veldensteiner Forstes. Eine Gemeindeverbindungsstraße führt nach Stein (0,8 km östlich) bzw. zur Bundesstraße 85 (0,9 km westlich), die in die nahegelegene Anschlussstelle Pegnitz der Bundesautobahn 9 mündet. Eine weitere Gemeindeverbindungsstraße führt nach Nemschenreuth (1,5 km nördlich).

## Geschichte
Der Ort wurde 1311 als „Horlach“ erstmals urkundlich erwähnt. Der Ortsname bedeutet Sumpflache.
Mit dem Gemeindeedikt (frühes 19. Jahrhundert) wurde Horlach dem Steuerdistrikt Hainbronn und der Ruralgemeinde Hainbronn zugewiesen. Am 1. Mai 1978 wurde Horlach im Zuge der Gebietsreform in Bayern nach Pegnitz eingegliedert.

## Baudenkmäler
- Weinstraße 10: Ehemaliges Forsthaus